# Магерівка
Магерівка — колишнє село в Україні, в Глобинському районі Полтавської області, яке знаходилось біля села Кирияківка.
Зняте з обліку в період з 1968 по 1978 рік. Колишня територія належить Броварківській сільській раді.